# Les Trophées de la comédie musicale 2022
La 4e cérémonie des Trophées de la comédie musicale s'est déroulée le 20 juin 2022 au Casino de Paris et a récompensé les comédies musicales françaises, produites dans l'année.
Les nominations ont été annoncées le 11 avril 2022.

## Palmarès
- Trophée de la comédie musicale
  - Les Producteurs

- Trophée de la revue ou spectacle musical
  - Merci Francis – Les Coquettes

- Trophée de la reprise de comédie musicale
  - Le Roi Lion

- Trophée de la comédie musicale jeune public
  - Odyssée : la conférence musicale

- Trophée du public
  - Les Franglaises
- Trophée d'Honneur
  - Festival Bruxellons!
- Trophée de l’artiste interprète féminine
  - Marina Pangos dans Exit

- Trophée de l’artiste interprète masculin
  - Benoît Cauden dans Les Producteurs

- Trophée de l’artiste interprète féminine dans un second rôle
  - Céline Espérin dans Est-ce que j’ai une gueule d’Arletty ?

- Trophée de l’artiste interprète masculin dans un second rôle
  - Andy Cocq dans Les Producteurs

- Trophée de l'artiste révélation féminine
  - Élodie Menant dans Est-ce que j’ai une gueule d’Arletty ?

- Trophée de l'artiste révélation masculine
  - Guillaume Sentou dans Le Tour du monde en 80 jours

- Trophée du collectif de spectacle musical
  - RB Dance Company dans Stories

- Trophée de la mise en scène de comédie musicale
  - Alexis Michalik pour Les Producteurs

- Trophée du livret de comédie musicale
  - Stéphane Laporte et Gaétan Borg pour Exit

- Trophée de la partition de comédie musicale
  - Cyril Taieb, Les Coquettes, Corson, Dominique Mattei, Simon Autain, Emmanuel Moire, Emmanuel Rodier et Alex Finkin pour Merci Francis – Les Coquettes

- Trophée de l'adaptation de comédie musicale
  - Nicolas Engel pour Les Producteurs

- Trophée de la chorégraphie de comédie musicale
  - Romain Rachline Borgeaud pour Stories

- Trophée de la scénographie
  - Federica Mugnai, Jipanco et Alex Hardellet pour Stories

- Trophée de la création costumes de comédie musicale
  - Sylvain Rigault pour Charlie et la Chocolaterie